# Bertil Karlefors
Bertil Karlefors, född 3 mars 1954 i Umeå, är en svensk journalist som arbetar på TV4. Han var kanalens korrespondent i USA från början av 2000-talet fram till årsskiftet 2009/2010. Han har bevakat bland annat de amerikanska valrörelserna 2004 och 2008. Dessutom har han bevakat Ryssland och Europa på 1990-talet.
År 1996 var han redaktionschef för TV4-nyheterna. År 1998 var han planeringschef på TV4, och 2003 var han chef för Nyhetsmorgon.